# 84-та фронтова артилерийска дивизия
84-та фронтова артилерийска дивизия е най-голямата артилерийска част в българската армия.

## История
Създадена е през 1982 г. в състав от четири артилерийски бригади всяка с четири артилерийски дивизиона по 18 артилерийски системи. По-голямата част от военния състав на дивизията е мобилизационен. Това означава, че няма постоянен състав, а той се попълва чрез мобилизация. Това включва всички офицери до командир на батарея и войнишкия състав. Началник-щабовете на дивизиони и по-висши длъжности се заемат от командири и преподаватели от Висшето народно военно артилерийски училище. За командири на дивизията се назначават по право началниците на Висшето народно военно артилерийско училище.

## Състав
- 85-а смесена артилерийска бригада (въоръжена със 100-мм оръдие БС-3 и 122-мм оръдие 2А-19)
- 86-а тежка гаубична артилерийска бригада (въоръжена със 152-мм оръдие-гаубица Д-20)
- 87-а гаубична артилерийска бригада (въоръжена със 122-мм гаубица М-30)
- 89-а реактивна артилерийска бригада (въоръжена с БМ-21 Град)

## Командири
- Генерал-майор Кирил Стоименов (1982 – 29 септември 1983)
- Полковник (ген. м-р) Найден Боримечков (30 септември 1983 – 29 септември 1988)
- Полковник (ген. м-р) Борис Бобев (30 септември 1988 – 9 септември 1992)

## Началници на щаба
- Подполковник Илия Кривошийков (1982 – ?)
- Полковник Йордан Гаврилов Йорданов